# Albulichthys albuloides
Albulichthys albuloides és una espècie de peix cipriniforme de la família dels ciprínids.

## Morfologia
- Els mascles poden assolir 30 cm de longitud total.[2][3]

## Alimentació
És omnívor, tot i que menja més matèria vegetal que animal.

## Hàbitat
És un peix bentopelàgic i de clima tropical.

## Distribució geogràfica
Es troba a Àsia: Borneo i conques dels rius Mekong, Chao Phraya i Mae Khlong.

## Ús comercial
Els exemplars adults són venuts frescos i consumits a nivell local.